# Liste der Baudenkmale in Wingst
In der Liste der Baudenkmale in Wingst sind alle Baudenkmale der niedersächsischen Gemeinde Wingst im Landkreis Cuxhaven aufgelistet.  Die Quelle der Baudenkmale ist der Denkmalatlas Niedersachsen. Der Stand der Liste ist der 30. Dezember 2023.

## Allgemein
In den Spalten befinden sich folgende Informationen:
- Lage: die Adresse des Baudenkmales und die geographischen Koordinaten. Kartenansicht, um Koordinaten zu setzen. In der Kartenansicht sind Baudenkmale ohne Koordinaten mit einem roten Marker dargestellt und können in der Karte gesetzt werden. Baudenkmale ohne Bild sind mit einem blauen Marker gekennzeichnet, Baudenkmale mit Bild mit einem grünen Marker.
- Bezeichnung: Bezeichnung des Baudenkmales
- Beschreibung: die Beschreibung des Baudenkmales. Unter § 3 Abs. 2 NDSchG werden Einzeldenkmale und unter § 3 Abs. 3 NDSchG Gruppen baulicher Anlagen und deren Bestandteile ausgewiesen.
- ID: die Objekt-ID des Baudenkmales
- Bild: ein Bild des Baudenkmales, ggf. zusätzlich mit einem Link zu weiteren Fotos des Baudenkmals im Medienarchiv Wikimedia Commons. Wenn man auf das Kamerasymbol klickt, können Fotos zu Baudenkmalen aus dieser Liste hochgeladen werden:

## Wingst
| Lage                                                           | Bezeichnung                   | Beschreibung | ID       | Bild |
| -------------------------------------------------------------- | ----------------------------- | --- | -------- | --- |
| (Altkehdingen) Altkehdingen 29 53° 45′ 5″ N, 9° 2′ 20″ O       | Forsthaus                     | Backsteinbau von 1927 in Zierfachwerk mit Backsteinausfachung | 31352943 | [[Vorlage:Bilderwunsch/code!/O:Forsthaus Altkehdingen 29!/C:53.751483,9.038814!/D:(Altkehdingen) Altkehdingen 29, Forsthaus!/\|BW]]                              |
| (Altkehdingen) Altkehdingen 30 53° 44′ 49″ N, 9° 1′ 58″ O      | Scheune                       | Backsteinbau in Zierfachwerk mit Backsteinausfachung mit Satteldach, erbaut 1927 | 31352965 | [[Vorlage:Bilderwunsch/code!/O:Forsthaus Altkehdingen 29!/C:53.746967,9.032892!/D:(Altkehdingen) Altkehdingen 30, Scheune!/\|BW]]                                |
| (Ellerbruch) 53° 42′ 58″ N, 9° 3′ 2″ O                         | Kriegsgräberstätte Ellerbruch | Zwei Bereiche: Südlicher Ehrenhain von 1921 (Erster Weltkrieg); Nördliche Anlage (Zweiter Weltkrieg) Gräberfeld aus zwei Halbkreisen, äußerer Reihe: 31 Soldaten von verschiedenen Friedhöfen, inneren Reihe 22 jungen Soldaten, die 1945 als Kriegsgefangene beim Räumen eines Munitionslagers durch Explosionsunglück ihr Leben verloren                                                             | 31353077 | |
| (Ellerbruch) Ellerbruch 19 53° 42′ 53″ N, 9° 3′ 9″ O           | Wohn-/ Wirtschaftsgebäude     | Zweiständer-Hallenhaus von 1799 in Fachwerk, Wände teilweise durch massives Backsteinmauerwerk ersetzt. | 31353103 | [[Vorlage:Bilderwunsch/code!/O:Wohn- und Wirtschaftsgebäude Ellerbruch 19!/C:53.714778,9.052536!/D:(Ellerbruch) Ellerbruch 19, Wohn-/ Wirtschaftsgebäude!/\|BW]] |
| (Fuchsberg) Kraienholt 26 53° 43′ 4″ N, 9° 5′ 24″ O            | Wohn-/ Wirtschaftsgebäude     | Das Zweiständer-Hallenhaus wurde 1841 unter einem reetgedeckten Satteldach. Die Giebelausmauerung erfolgte mit holländischen Dreiecken. | 31353149 | [[Vorlage:Bilderwunsch/code!/O:Wohn- und Wirtschaftsgebäude Kraienholt 26!/C:53.71787,9.089999!/D:(Fuchsberg) Kraienholt 26, Wohn-/ Wirtschaftsgebäude!/\|BW]]   |
| (Fuchsberg) Kraienholt 30 53° 43′ 6″ N, 9° 5′ 50″ O            | Wohn-/ Wirtschaftsgebäude     | Zweiständerhallenhaus von 1853 in Fachwerk, Giebel mit gleichmäßiger Gitterstruktur, Wohnteil etwas eingezogen. | 31353171 | [[Vorlage:Bilderwunsch/code!/O:Wohn- und Wirtschaftsgebäude Kraienholt 30!/C:53.718222,9.097177!/D:(Fuchsberg) Kraienholt 30, Wohn-/ Wirtschaftsgebäude!/\|BW]]  |
| (Geesthof) Geestberg 11 53° 45′ 15″ N, 9° 5′ 19″ O             | Wohn-/ Wirtschaftsgebäude     | Zweiständerhallenhaus von wohl um 1860 in Fachwerk | 31353193 | [[Vorlage:Bilderwunsch/code!/O:Wohn- und Wirtschaftsgebäude Geestberg 11!/C:53.754192,9.088475!/D:(Geesthof) Geestberg 11, Wohn-/ Wirtschaftsgebäude!/\|BW]]     |
| (Kiebitzmoor) Altenfluther Weg 20 53° 45′ 10″ N, 9° 3′ 23″ O   | Scheune                       | Fachwerkbau, teilweise mit Backsteinausfachung, teilweise mit Lehmschlag, aus der zweiter Hälfte des 18. Jahrhunderts | 31353320 | [[Vorlage:Bilderwunsch/code!/O:Scheune Altenfluther Weg 20!/C:53.752784,9.056271!/D:(Kiebitzmoor) Altenfluther Weg 20, Scheune!/\|BW]]                           |
| (Kiebitzmoor) östlich Altkehdingen 29 53° 45′ 2″ N, 9° 3′ 5″ O | Friedhof                      | Ein sogenannter Interessenfriedhof (Verbandsfriedhof), auf dem Juden aus den Ämtern Osten, Neuhaus/Oste, Wischhafen, dem Gericht Hechthausen und der Gemeinde Lamstedt bestattet wurden. Juden, in deren Gemeinde kein Friedhof vorhanden war, mussten sich einkaufen. Auf dem Friedhof sind ca. 26 Grabsteine aus Belegungszeitraum vor 1767 bis 1926 sind erhalten. Durch Eisengitter abgeschlossen. | 31353968 | Weitere Bilder |
| (Süderbusch) Süderbusch 1 53° 42′ 59″ N, 9° 2′ 28″ O           | Wohn-/ Wirtschaftsgebäude     | Zweiständer-Hallenhaus in Fachwerk von um 1860, 1922 von Bülkau versetzt | 31353635 | [[Vorlage:Bilderwunsch/code!/O:Wohn- und Wirtschaftsgebäude Süderbusch 1!/C:53.716281,9.041051!/D:(Süderbusch) Süderbusch 1, Wohn-/ Wirtschaftsgebäude!/\|BW]]   |
| (Wassermühle) Am Waldmuseum 9 53° 44′ 43″ N, 9° 5′ 11″ O       | Schule                        | Fachwerkbau mit Lehmausfachung mit reetgedecktem Walmdach von um 1720 | 31353657 | [[Vorlage:Bilderwunsch/code!/O:Schule Am Waldmuseum 9!/C:53.745139,9.086527!/D:(Wassermühle) Am Waldmuseum 9, Schule!/\|BW]]                                     |

### Dobrock
| Lage                                         | Bezeichnung               | Beschreibung                                                                                                  | ID       | Bild |
| -------------------------------------------- | ------------------------- | --- | -------- | ---- |
| Hasenbeckallee 39 53° 43′ 57″ N, 9° 5′ 9″ O  | Wohn-/ Wirtschaftsgebäude | Zweiständerbau in Fachwerk aus dem erstes Viertel 19. Jh.; heute Hotel                                        | 31353009 | BW   |
| Hasenbeckallee 39 53° 43′ 57″ N, 9° 5′ 10″ O | Scheune                   | Fachwerkbau aus der Mitte des 19. Jh., heute Hotel                                                            | 31353032 | BW   |
| Im Moor 13 53° 43′ 24″ N, 9° 5′ 59″ O        | Wohn-/ Wirtschaftsgebäude | Zweiständerbau von um 1850 in Fachwerk mit hell geschlämmter Backsteinausfachung mit reetgedecktem Satteldach | 31353055 |      |

### Oppeln

#### Gruppe: Oppeln 74
Die Gruppe „Hofanlage Oppeln 74“ besteht aus einem Hof mit Hauptgebäude und Scheune. Die Gruppe hat die ID 31254247.

| Lage                                  | Bezeichnung              | Beschreibung                                                                          | ID       | Bild |
| ------------------------------------- | ------------------------ | ------------------------------------------------------------------------------------- | -------- | ---- |
| Oppeln 74 53° 42′ 44″ N, 8° 59′ 32″ O | Wohn-/Wirtschaftsgebäude | Das Zweiständer-Hallenhaus unter einem reetgedeckten Satteldach wurde 1759 errichtet. | 31353454 | BW   |
| Oppeln 74 53° 42′ 45″ N, 8° 59′ 32″ O | Scheune                  | Die Fachwerkscheune wurde um 1850 unter einem reetgedeckten Satteldach errichtet.     | 31353477 | BW   |

#### Gruppe: Nikolauskirche Oppeln
Die Gruppe „Nikolauskirche Oppeln“ besteht aus dem Kirchhof mit Kirche und Glockenturm sowie dem Pfarrhaus. Die Gruppe hat die ID 52588850.

| Lage                                    | Bezeichnung | Beschreibung | ID       | Bild           |
| --------------------------------------- | ----------- | --- | -------- | -------------- |
| Westerweg 1 53° 43′ 55″ N, 8° 59′ 30″ O | Pfarrhaus   | Das Zweiständer-Hallenhaus wurde im Kern um 1733 unter einem reetgedeckten Halbwalmdach errichtet. Nach Brand des Wirtschaftsteils 1855 wurde es zu großen Teilen erneuert. 1872 wurde der Wohnteil aufgestockt und erneuert. Das Gebäude dient als Pfarrhaus.                                         | 31353522 |                |
| Westerweg 5 53° 43′ 54″ N, 8° 59′ 28″ O | Kirche      | Die Kirche St. Nicolai wurde 1734 als Saalkirche in Backsteinmauerwerk unter einem Halbwalmdach realisiert. Das Gebäude zeichnet sich durch rundbogige Fenster und Türen aus. Im Inneren findet sich ein oberer Abschluss durch hölzerne Segmentbogentonne. Der bauzeitliche Kanzelaltar ist erhalten. | 31353590 | Weitere Bilder |
| Westerweg 5 53° 43′ 54″ N, 8° 59′ 27″ O | Glockenturm | Der freistehende, verbretterte Glockenturm steht über einem quadratischen Grundriss unter einem hohen metallgedeckten Helm und wurde 1721 errichtet. Nach dem Brand von 1916 wurde der Turm nach 1918 erneuert.                                                                                        | 31352923 |                |
| Westerweg 5 53° 43′ 54″ N, 8° 59′ 26″ O | Kirchhof    | Der Kirchhof birgt neben der Grünfläche zugleich einen Friedhof. | 52588901 | BW             |

#### Gruppe: Hofanlage Westerweg 2
Die Gruppe „Hofanlage Westerweg 2“ besteht aus Hauptgebäude und Scheune in Einzellage aus dem 19. Jahrhundert und hat die ID 31254257.

| Lage                                    | Bezeichnung               | Beschreibung | ID       | Bild |
| --------------------------------------- | ------------------------- | --- | -------- | ---- |
| Westerweg 2 53° 43′ 46″ N, 8° 59′ 15″ O | Wohn-/ Wirtschaftsgebäude | Zweiständer-Hallenhaus in Fachwerk von 1802, teilweise massiv in Backsteinmauerwerk ersetzt.                                            | 31353544 | BW   |
| Westerweg 2 53° 43′ 47″ N, 8° 59′ 16″ O | Scheune                   | Die eingeschossige Fachwerkscheune mit Querdurchfahrt wurde Anfang des 19. Jahrhunderts unter einem reetgedeckten Satteldach errichtet. | 31353567 | BW   |

### Weißenmoor

#### Gruppe: Hofanlage Genhöfen 2
Die Gruppe „Hofanlage Genhöfen 2“ umfasst zwei Gebäude aus dem 19. Jahrhundert mit einem alten Baumbestand. Die Gruppe hat die ID 31254166.

| Lage                                  | Bezeichnung               | Beschreibung                                   | ID       | Bild |
| ------------------------------------- | ------------------------- | ---------------------------------------------- | -------- | ---- |
| Genhöfen 2 53° 42′ 53″ N, 9° 4′ 35″ O | Wohn-/ Wirtschaftsgebäude | Zweiständer-Hallenhaus in Fachwerk von um 1800 | 31353697 |      |
| Genhöfen 2 53° 42′ 54″ N, 9° 4′ 34″ O | Scheune                   | Vertikal verbohlter Fachwerkbau von um 1900    | 31353720 | BW   |

#### Gruppe: Hofanlage Genhöfen 3
Die Gruppe „Hofanlage Genhöfen 3“ umfasst zwei Gebäude aus dem 19. Jahrhundert mit einem alten Baumbestand. Die Gruppe hat die ID 31254176.

| Lage                                  | Bezeichnung               | Beschreibung                                                                         | ID       | Bild |
| ------------------------------------- | ------------------------- | ------------------------------------------------------------------------------------ | -------- | ---- |
| Genhöfen 3 53° 42′ 51″ N, 9° 4′ 39″ O | Wohn-/ Wirtschaftsgebäude | Das Zweiständer-Hallenhaus in Fachwerk wurde 1829 errichtet.                         | 31353743 | BW   |
| Genhöfen 3 53° 42′ 52″ N, 9° 4′ 39″ O | Scheune                   | Vertikal verbretterter Fachwerkbau wohl aus der zweiten Hälfte des 19. Jahrhunderts. | 31353766 | BW   |

#### Ehemalige Gruppe: Hofanlage Genhöfen 5
Die ehemalige Gruppe „Hofanlage Genhöfen 5“ umfasste zwei Gebäude aus dem 19. Jahrhundert. Wegen der Veränderungen wurde die Gruppe und die Gebäude 2003 aus dem Denkmalverzeichnis gestrichen. Die Gruppe hatte die ID 31254186.

| Lage                                  | Bezeichnung               | Beschreibung | ID       | Bild |
| ------------------------------------- | ------------------------- | --- | -------- | ---- |
| Genhöfen 5 53° 42′ 50″ N, 9° 4′ 41″ O | Wohn-/ Wirtschaftsgebäude | Das Zweiständer-Hallenhaus wurde 1856 unter einem Satteldach errichtet. 1905 wurde der Wohnteil massiv ersetzt. Wegen der Veränderungen wurde das Gebäude 2003 aus dem Denkmalverzeichnis gestrichen. | 31353789 | BW   |
| Genhöfen 5 53° 42′ 50″ N, 9° 4′ 41″ O | Stall                     | Der Fachwerkstall wurde im 19. Jahrhundert errichtet. Wegen der Veränderungen wurde das Gebäude 2003 aus dem Denkmalverzeichnis gestrichen.                                                           | 31353812 | BW   |